# Alstein
Pour les articles homonymes, voir Alstein (homonymie).
Alstein est un poète, prosateur et critique littéraire belge de langue néerlandaise né en 1947.

## Éléments biographiques
Alstein a étudié quelque temps la philologie germanique mais a fait ses débuts en 1968 avec le recueil De tijd der tijdelozen. En 1978, il a remporté le prix Arthur-Merghelynck pour son roman Liebrecht of de geruisloosheid van de bourgeoisie. En 2000, le même prix lui a été attribué pour le roman De engel van Simberg of is dit nu de wereld.

### Sources
- (nl) Cet article est partiellement ou en totalité issu de l’article de Wikipédia en néerlandais intitulé « Marc van Alstein » (voir la liste des auteurs).